# Nomia elephas
Nomia elephas är en biart som beskrevs av Embrik Strand 1911. Nomia elephas ingår i släktet Nomia och familjen vägbin. Inga underarter finns listade i Catalogue of Life.